# Kanton Montaigu-Vendée
Der Kanton Montaigu-Vendée ist seit 1790 ein französischer Wahlkreis für die Wahl des Départementrats im Arrondissement La Roche-sur-Yon, im Département Vendée in der Region Pays de la Loire; sein Bureau centralisateur befindet sich in Montaigu-Vendée.
Im Zuge der Gründung der Commune nouvelle Montaigu-Vendée im Jahr 2019 erfolgte die Umbenennung des Kantons von vormals Kanton Montaigu zum aktuellen Namen per Dekret vom 24. Februar 2021.

## Gemeinden
Der Kanton besteht aus 13 Gemeinden mit insgesamt 48.377 Einwohnern (Stand: 1. Januar 2022) auf einer Gesamtfläche von 406,55 km²:
| Gemeinde                 | Einwohner 1. Januar 2022 | Fläche km² | Dichte Einw./km² | Code INSEE | Postleitzahl |
| ------------------------ | ------------------------ | ---------- | ---------------- | ---------- | ------------ |
| Bazoges-en-Paillers      | 1.551                    | 11,45      | 135              | 85013      | 85130        |
| Chauché                  | 2.559                    | 41,99      | 61               | 85064      | 85140        |
| Chavagnes-en-Paillers    | 3.648                    | 40,57      | 90               | 85065      | 85250        |
| La Boissière-de-Montaigu | 2.295                    | 29,10      | 79               | 85025      | 85600        |
| La Copechagnière         | 1.047                    | 9,68       | 108              | 85072      | 85260        |
| La Rabatelière           | 1.018                    | 8,26       | 123              | 85186      | 85250        |
| Les Brouzils             | 2.916                    | 41,25      | 71               | 85038      | 85260        |
| Mesnard-la-Barotière     | 1.560                    | 11,83      | 132              | 85144      | 85500        |
| Montaigu-Vendée          | 20.754                   | 116,65     | 178              | 85146      | 85600        |
| Saint-André-Goule-d’Oie  | 1.942                    | 20,19      | 96               | 85196      | 85250        |
| Saint-Fulgent            | 3.924                    | 36,82      | 107              | 85215      | 85250        |
| Treize-Septiers          | 3.361                    | 21,84      | 154              | 85295      | 85600        |
| Vendrennes               | 1.802                    | 16,92      | 107              | 85301      | 85250        |
| Kanton Montaigu-Vendée   | 48.377                   | 406,55     | 119              | 8510       | –            |

Bis zur landesweiten Neugliederung der Kantone im März 2015 bestand der Kanton Montaigu aus den zehn Gemeinden Boufféré, Cugand, La Bernardière, La Boissière-de-Montaigu, La Bruffière, La Guyonnière, Montaigu, Saint-Georges-de-Montaigu, Saint-Hilaire-de-Loulay und Treize-Septiers. Sein Zuschnitt entsprach einer Fläche von 235,78 km2. Er besaß vor 2015 einen anderen INSEE-Code als heute, nämlich 8514.

## Bevölkerungsentwicklung
| 1962   | 1968   | 1975   | 1982   | 1990   | 1999   | 2009   |
| ------ | ------ | ------ | ------ | ------ | ------ | ------ |
| 16.445 | 17.606 | 20.311 | 22.452 | 24.162 | 26.551 | 30.658 |

## Veränderungen seit der Neuordnung der Kantone
2019:
- Fusion: Boufféré, La Guyonnière, Montaigu, Saint-Georges-de-Montaigu und Saint-Hilaire-de-Loulay → Montaigu-Vendée